# Magnolia macclurei
Magnolia macclurei este o specie de plante din genul Magnolia, familia Magnoliaceae. A fost descrisă pentru prima dată de James Edgar Dandy, și a primit numele actual de la Richard B. Figlar. Conform Catalogue of Life specia Magnolia macclurei nu are subspecii cunoscute.